# Gunnar Landtman

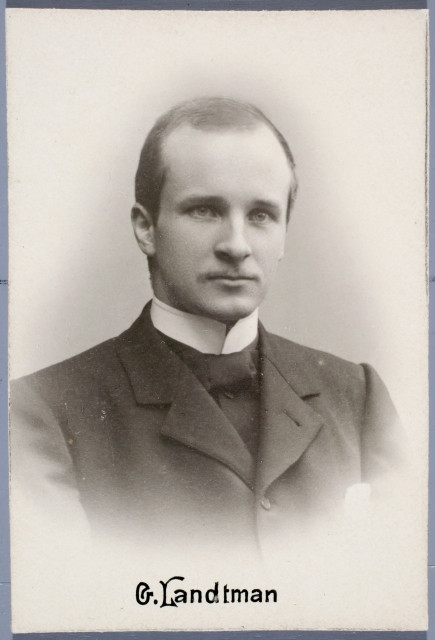
Gunnar Landtman.

Gunnar Landtman (Helsinki, 6 mei 1878 – Helsinki, 30 oktober 1940) was een Finse antropoloog, socioloog en filosoof. Hij was een student van Edward Westermarck. Tussen 1910 en 1912 deed hij antropologisch veldwerk bij de Kiwai, een Papoeavolk in het zuidwesten van Brits-Nieuw-Guinea, een gebied dat in snel tempo aan het veranderen was, evenals het aangrenzende Nederlandse deel van Nieuw-Guinea rondom Merauke waar Paul Wirz werkte bij de Marind-anim. Door zich een lange tijd onder te dompelen in een primitieve samenleving die hij daardoor van binnen uit bestudeerde, behoort Gunnar Landtman tot de eerste moderne antropologische veldwerkers, hoewel hij in dat opzicht altijd in de schaduw is gebleven van 
Bronislaw Malinowski. Pas in 1927 verscheen in Londen zijn complete monografie over de Kiwai, zijn magnum opus als antropoloog.
Landtman vervulde vanaf 1910 in Helsinki meerdere universitaire functies, waaronder een professoraat tot aan zijn overlijden. In 1938 verscheen zijn boek over de ongelijkheid van de sociale klassen, dat internationaal hoog werd geprezen. Hij stierf op 62-jarige leeftijd in zijn geboorteplaats.

## Selecte bibliografie
- The origin of priesthood. Helsingfors, Ekenaes 1905 (Diss.)
- 'The folk-tales of Kiwai Papuans'. Acta Societatis Scientiarum Finnicae, XLVII (1917)
- Immanuel Kant: hans liv och filosofi (1922)
- The Kiwai Papuans of British New Guinea: a nature-born instance of Rousseau's ideal community, London, Macmillan 1927
- Ethnographical collection from the Kiwai district of British New-Guinea in the National Museum of Finland, Helsingfors (Helsinki). A descriptive survey of the material culture of the Kiwai people. Helsingfors (Helsinki) 1933
- "The origins of sacrifice as illustrated by a primitive culture", in: Essays presented to C. G. Seligman (1934)
- The origin of the inequality of the social classes. London, 1938